# 观测宇宙学
观测宇宙学是宇宙学的分支之一，研究者使用观测方法研究宇宙的起源和演化。觀測主要藉由望远镜、宇宙射线探测器、引力波探测器等探測儀器進行。

## 早期观测
现今物理宇宙学的主要内容是在沙普利-柯蒂斯之争往后的几年內确立的，当时確定了宇宙的尺度大於银河系。这些理论通过对宇宙尺寸的测量，以及对宇宙中一些可用爱因斯坦广义相对论解释的动力学现象的观测建立而成。早期，宇宙学是一个基于非常有限的观测的推测科学，其特点在于静态宇宙理论者与大爆炸理论的推动者之间的争论。直到20世纪90年代后，天文观测才消除了理论之间的竞争，并推动這個領域走向大衛·施拉姆在1992年国家科学院学术报告会上所說的“宇宙学的黄金时代”。

### 哈柏定律和宇宙距離尺度
從古自今，天文測量一直被巨大的測量誤差所困擾。在早期主要使用恆星視差法对鄰近恆星的距離进行的测量中，此问题尤甚。視差法可以用來測量附近恆星的距離，但銀河系外天體的因視差太小而無法使用此法，造成測量上的限制。為此，亨麗愛塔·勒維特在1908年找出了將造父變星當作標準燭光的方法。這为愛德文·哈勃提供了測定螺旋星雲距離所需要的宇宙距離尺度。哈伯使用威尔逊山天文台的虎克望遠鏡辨認那些星系中個別的恆星，並分離出其中的造父變星以測量這些星系的距離。此舉動確立了螺旋星系遠在銀河系之外的结论。確定與“島宇宙”（Island universes）的距離——正如他們在大眾傳媒中所稱——確立了宇宙的規模，並永遠解決了沙普利-柯蒂斯之爭。
1927年時，乔治·勒梅特結合多種測量方法，包含哈伯距離量測和維斯托·斯里弗的紅移測量，率先求得了星系距離和它們退行速度之間的正比常數的近似值——600 km/s/Mpc。他指出這個數字可由奠基於廣義相對論的宇宙學模型所預測。兩年後，
哈伯指出星系距離和其退行速度正相關，斜率是500 km/s/Mpc這種相關性后来被稱為「哈勃–勒梅特定律」，并成为了宇宙膨胀理論的觀測基礎，現今宇宙學仍然建基於此之上。斯里弗（Slipher）、懷茲、哈伯及他們同事的觀測論文，以及理论学家对该观测结果于爱因斯坦广义相对论的理论意义的认可被認為是現代宇宙學的開端。

### 元素豐度
宇宙的化學元素豐度的確定在歷史上可追溯到对来自天体光线的早期光譜學觀測，以及对其中發射譜線和吸收譜線的辨認——这些谱线對應於地球上的化學元素中的特定電子躍遷。例如，元素氦首先在太陽光譜中被辨認，然後才在地球上以氣體形式分離出來。
通過光譜觀察來計算隕石的元素組成，可以计算出宇宙中化学元素的相对丰度。完整的結果可以在這裡找到。

### 宇宙微波背景輻射探測

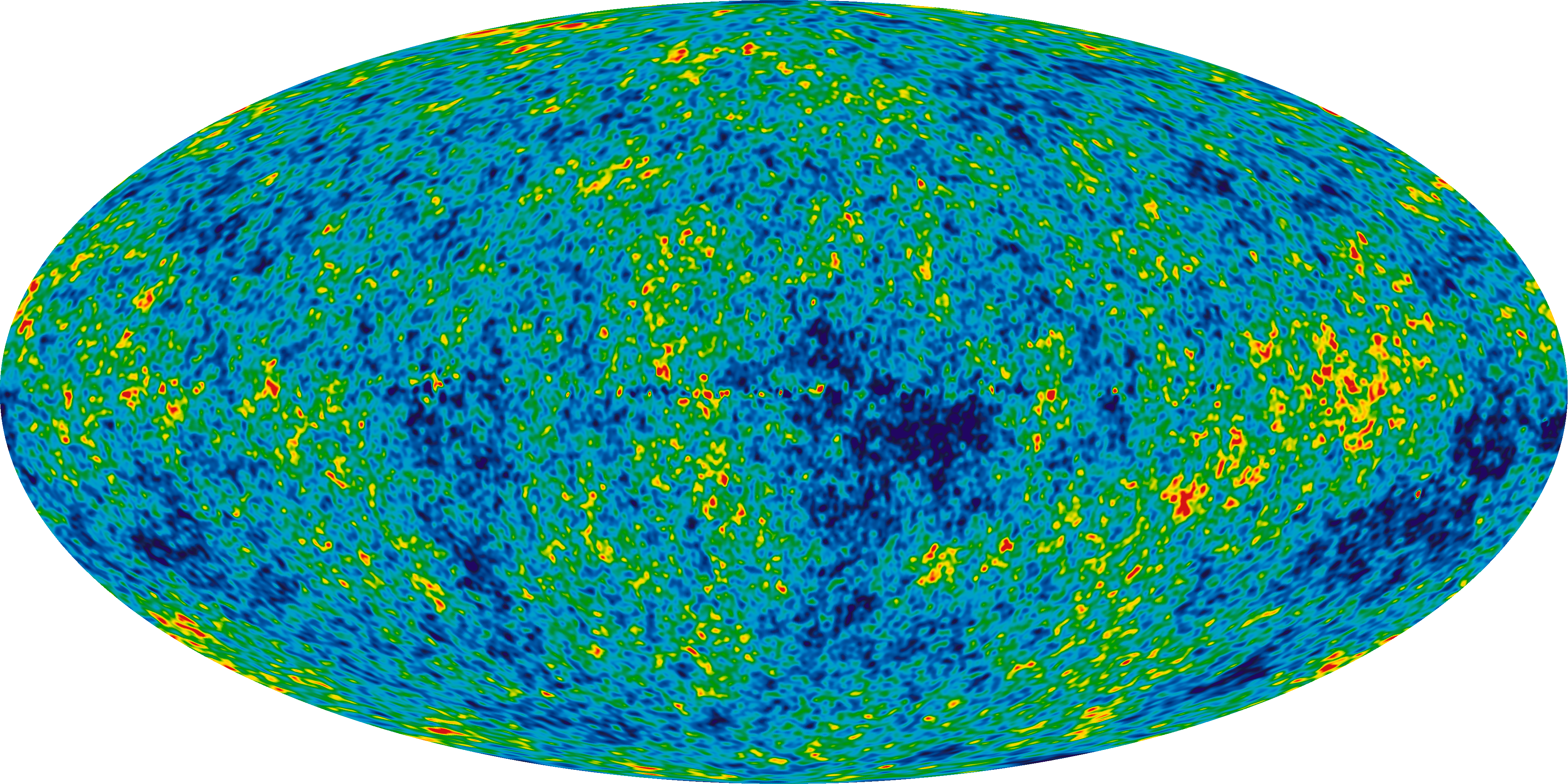
威爾金森微波各向異性探測器觀測的宇宙微波背景輻射

宇宙微波背景在1948年由乔治·伽莫夫和拉尔夫·阿尔菲預測，源自阿尔菲和罗伯特·赫尔曼的大爆炸模型。更進一步，阿尔菲和赫尔曼得以計算出宇宙微波背景輻射的溫度，但是他們的結果在當時並沒有得到廣泛的討論。赫爾曼和阿爾菲的預測後來又在1960年初期被雅可夫·泽尔多维奇重新發現，由罗伯特·H·迪克獨立預測，並由蘇聯天文物理學家安德烈·多罗什克维奇和伊戈尔·德米特里耶维奇·诺维科夫在1964年的一篇簡單論文首次確認宇宙微波背景輻射是可觀測的現象。 1964年大衛·托德·威爾金森和迪克在普林斯顿大学的同事Peter Roll開始建造迪克微波探測器探測宇宙微波背景輻射。1965年阿诺·彭齐亚斯和罗伯特·威尔逊在霍姆德爾鎮區附近的克勞福德山的貝爾實驗室建造微波探測器，他們打算将其用于射電天文學和衛星通信實驗。他們測量到額外、無法解釋的3.5 K的天線溫度。在接到克勞福德山的電話之後，迪克說了那句著名的自嘲：「男孩們，我們被騙了。」 普林斯頓和克勞福德山小組之間的會議確認天線溫度其實是因為宇宙微波背景輻射。彭齐亚斯和威尔逊在1978年因此重大貢獻得到诺贝尔物理学奖 。

## 現代觀測
現今，觀測宇宙學持續測試理論宇宙學之預測，使宇宙學模型更加完善。例如，暗物質的觀測證據大幅影響了宇宙結構和星系的形成和演化的理論建模。20世纪90年代后期，人们在试图用精确的超新星标准烛光校准哈伯图时，获得了暗能量存在的观测证据。這些观察结果已被納入一個被稱為ΛCDM模型的六參數框架中，該模型解釋了宇宙中組成物質的演變。隨後通過對宇宙微波背景輻射的詳細观测，特別是威爾金森微波各向異性探測器實驗，驗證了該模型。
這裡包括直接影響宇宙學的現代觀測。

### 紅移巡天
隨著望遠鏡的出現和光譜儀的改進，已經有許多合作計畫拍攝紅移空間中的宇宙。通過將紅移與天球位置數據結合，紅移巡天可以繪製天空中物質的三維分佈。這些观测用於測量宇宙的大尺度結構的性質。長城是一個超過5億光年寬的超星系團，為紅移巡天提供強而有力的例子。CfA紅移巡天是第一個紅移巡天計畫，1977年開始搜集資料，1982年完成。 最近，2度視場星系紅移巡天探測了宇宙一部分的大尺度結構，獲取超過220000星系的紅移值。2002年完成資料的搜集，最後在2003年6月30日公布最終資料（除了繪製大尺度星系結構外，2度視場星系紅移巡天還確定了微中子質量的上限。）史隆數位巡天（SDSS）是另一個值得注意的巡天計畫，從2011年開始進行，目的是獲得大約1億個天體的觀測資料。 SDSS已記錄紅移高達0.4的星系，並參與了对z>6的類星體的探測。 深度2紅移巡天使用凱克天文台的新型“DEIMOS”攝譜儀。作為深度1紅移巡天試驗計劃的後續工作，深度2紅移巡天旨在測量紅移0.7及以上的暗淡星系，此計劃也是對史隆數位巡天和2度視場星系紅移巡天的补充。

### 宇宙微波背景輻射實驗
宇宙微波背景輻射被發現之後，已進行過數以百計的宇宙微波背景實驗以測量、找出輻射的特徵。其中最著名的實驗可能是美國太空總署1989年到1996年之間在軌道上的宇宙背景探測器（COBE）衛星，在其檢測能力的極限觀測並量化大尺度各向异性。受到COBE初步結果——宇宙背景极端均匀和各向同性——的啟發，一系列地面和氣球的觀測實驗在接下來十年內於較小的角度尺度上量化了宇宙微波背景輻射的各向異性。這些實驗的主要目標是測量第一声学峰的角尺度，先前的COBE实验因為解析度不足而無法进行這種测量。其測量結果动摇了宇宙弦作为主导宇宙結構形成的理論的地位，並指出宇宙膨脹才是正確的理論。20世紀90年代期間，探測器對測量第一峰值的靈敏度越來越高，而根據2000年時毫米波段氣球觀天計畫的報告，最高的輻射強度漲落發生在約莫1度的尺度上。搭配其他的宇宙學數據一起看的話，這些結果意味著宇宙的几何是平坦的。許多地面的干涉式望遠鏡於接下來三年提供了更高精度的涨落測量結果，那些測量儀包括極小陣列、度角尺度干涉儀（DASI）和宇宙背景成像儀（CBI）。DASI首次檢測到宇宙微波背景的偏振；CBI首次测量了E模功率谱，并给出了其与T模功率谱相位不同的证据。
2001年六月，美國太空總署發射第二顆宇宙微波背景輻射探測太空衛星「威尔金森微波各向异性探测器」，以獲取更準確的全天大尺度各向異性結構的數據。這項任務的第一個結果——對小於一度尺度的角度功率頻譜詳細測量——于2003年公佈，该结果对各種宇宙學參數的取值范围作了严格的限制。結果與宇宙暴脹以及其他各種競爭理論的預期大致一致，相关数据和细节可以从NASA的宇宙微波背景數據中心（CMB）获取。儘管威尔金森微波各向异性探测器對宇宙微波背景輻射中的大角度的涨落（角尺度与月球相当）提供了非常精確的測量，但它沒有足夠的角分辨率來測量那些以前使用地面干涉儀看到的較小尺度涨落。
第三個太空任務，普朗克衛星在2009年五月發射。普朗克衛星配有高电子迁移率晶体管輻射計和辐射热测量计，能夠以高于威尔金森微波各向异性探测器的解析度测量宇宙微波背景輻射結構。與前兩次太空任務不同，普朗克衛星是美國太空總署與歐洲空間局（ESA）的合作项目。該衛星的探測器曾在南極洲Viper望遠鏡的角分宇宙學陣列接收器（ACBAR）實驗中氣球望遠鏡上試運行；它在ACBAR上產生了目前為止最精確的小角度尺度測量結果。
其他的地面設施，如位於南極洲的南極望遠鏡和Clover計畫、智利的阿塔卡馬宇宙學望遠鏡和QUIET望遠鏡，將提供衛星無法提供的數據，如B模偏振。

### 望遠鏡探測

#### 電波
電波星系是最亮的低頻率電波（10 MHz 和 100 GHz）輻射源，我們可以在高紅移的宇宙中觀測到这样的星系。它們是活動星系核的子集，具有延展的結構，如辦和噴流，它們和活動星系核距離百萬秒差距。由於無線電星系是如此明亮，天文學家用它們探測極度遠和早期的宇宙演化。

#### 紅外線
包含次毫米波天文學的遠紅外線觀測揭示了許多宇宙距離尺度的天體。除了少數的大氣窗口，大多數的紅外線被大氣層吸收。通常人們使用氣球或是太空望遠鏡觀測。現今紅外線觀測計畫包含近紅外線照相機和多目標分光儀、宇宙起源頻譜儀、史匹哲太空望遠鏡、凱克天文台、同溫層紅外線天文台和赫雪爾太空望遠鏡。下一個美國太空總署計劃的大型太空望遠鏡計畫，詹姆斯·韦伯太空望远镜也可以看近紅外線波段。
近紅外線觀測計畫，例如2微米全天巡天也是一個非常有用的工具，如下面將會提到的可見光觀測可獲取星系分佈。

#### 光學
可見光觀測仍是天文學的主要方法。對宇宙學而言，這意味著，為了要了解與宇宙大尺度結構與星系演化，需要觀測遙遠星系與星系團。紅移巡天是一種常見的手段，包括2度視場星係紅移巡天、 史隆數位巡天，以及即將發布的大型綜合巡天望遠鏡。這些光學觀測一般以光度測定或光譜來測量星系的紅移，然後通過哈勃–勒梅特定律，確定由於本動速度引起的距離模數紅移扭曲。另外，星系的天體坐標可以提供關於其他兩個空間維度的信息。依据这些信息，人们可以建構出星系在宇宙中的三維分佈。
极端深空观测（可以說是對極端暗的天體觀測）也是一個宇宙學中重要的觀測方法，例如哈伯深空、哈伯超深空和哈伯南天深空。

#### X光
參見：X-ray telescope

## 未來觀測

### 宇宙中微子
与宇宙微波背景輻射类似，大霹靂同樣預測宇宙中充滿了宇宙中微子背景輻射。微波背景輻射是宇宙诞生380000年时的遺物，但中微子背景輻射則是宇宙年齡兩秒鐘時遺留下來的痕跡。
如果我們可以觀測到中微子，它将成为觀測非常早期宇宙的窗口。然而不幸的是，這些中微子非常的冷，所以幾乎不可能看得到。